# Teatro Kursaal
Le Teatro Kursaal est une ancienne salle de théâtre de la ville suisse de Lugano, démolie en 2001. 

## Histoire
En 1804, il existe à Lugano une « salle de jeu », une sorte de casino. Vers 1885, une société, la Società del Teatro di Lugano, est créée en vue de la fondation d'un bâtiment pour le théâtre, la musique et les bals avec un casino et un restaurant, afin de profiter du tourisme naissant.
Construit devant le lac selon les plans de l'architecte Achille Sfondrini, une moitié est une scène de théâtre et de revue tandis que l'autre abrite un casino.
Au Teatro, a lieu le premier Concours Eurovision de la chanson, en 1956, sans public.
Fermée après des expertises peu après le dernier spectacle en avril 1997, alors que le bâtiment nécessitait une grande rénovation, il est démoli en 2001 pour faire place à l'extension du casino.